# Modalen
Modalen là một đô thị ở hạt Hordaland, Na Uy.
Modalen đã được tách khỏi Hosanger ngày 1 tháng 1 năm 1910. Khu vực giữa của Eksingedalen được chuyển từ Modalen sang Vaksdal ngày 1 tháng 1 năm 1964.
Tên gọi đô thị này (ban đầu là một giáo khu) được đặt tên theo nông trại Mo (tiếng Na Uy Cổ Mór), do nhà thờ đầu tiên đã được xây ở đó. Huy hiệu được áp dụng từ năm 1984 cho thấy hình lưỡi xẻng, đại diện cho ngành nông nghiệp.